# Lunar Orbiter 5
El Lunar Orbiter 5 fue una misión de exploración lunar del 1 de agosto de 1967 al 31 de enero de 1968. Con ella, concluyó el programa de cartografiado con el 99,5% de la superficie completada. Envió 212 fotografías de la Luna de alta y media resolución. Documentó 36 zonas de interés, 5 de descenso para las misiones Apolo y toda la cara oculta de la Luna. El Lunar Orbiter 5 se estrelló contra la superficie lunar a 2,79° S, –83° O el 31 de enero de 1968. Estudiando los movimientos de esta sonda, se descubrieron las concentraciones de masa MASCONS de la Luna.[cita requerida]